# Idse Grotenhuis
Idse Grotenhuis (Den Haag, 22 november 1967) is een Nederlandse regisseur, uitvoerend producent en schrijver.
Grotenhuis studeerde in 1991 af aan de Nederlandse Film en Televisie Academie. Na zijn studie werkte hij mee aan films als Kracht en De Bunker. In 1993 ging hij voor Joop van den Ende TV-Produkties werken als regisseur van de soapserie Goede tijden, slechte tijden. Drie jaar later was hij betrokken bij de opstart van de soapserie Goudkust. Na één seizoen als co-producer verving hij Olga Madsen als producer. In de jaren daarna vervulde hij diverse functies bij Endemol-producties als Onderweg naar Morgen, Grijpstra & de Gier, Goede tijden, slechte tijden en De Erfenis.
Sinds februari 2010 is hij samen met Arnold Helsenfeld Hoofd Drama bij IDTV Film. In deze functie is hij verantwoordelijk voor series als Bloedverwanten (AVRO), 't Vrije Schaep (KRO) en de nieuwe dramaserie Lijn 32 (KRO-NCRV). Ook de films First Mission en Vreemd Bloed werden door het productiehuis geproduceerd. 